# 周作民
周作民（1884年2月12日—1955年3月8日 ），中国银行家，金城银行及太平保险创办人。

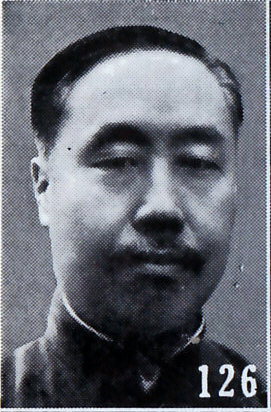

## 生平
1884年2月12日，周作民出生于江苏省淮安府（今江苏省淮安市楚州区），父亲周佩香是当地私塾先生。周作民15岁时进入谈静山所办“谈氏东文学馆”，1902年转入广东公学，师从学者罗振玉。1906年考取官费留学日本京都的第三高等学校（今京都大学综合人间学部、冈山大学医学部的前身）。1908年因广东官费中断辍学回国，任南京法政学堂翻译。
1912年中华民国临时政府在南京成立，周作民出任财政部库藏司科长，后随临时政府北迁，获财政总长熊希龄赏识，升至司长。1915年进入交通银行，任总行稽核课主任，不久成功联络安徽督军倪嗣冲，开办交通银行的芜湖和蚌埠2分行，并担任这2个分行的经理。
1917年，周作民筹备创办民营银行，他周旋于政界，获得倪嗣冲和天津巨商王郅隆等人投资，当年4月23日，金城銀行在北京成立，总经理处和北京分行设在西交民巷，王郅隆任董事长，周作民出任总经理。5月15日，金城银行在天津法租界七馬路43號（今解放北路97、99号）开业。金城银行业务进展迅速，很快成为与中国银行、交通银行、盐业银行三银行并列的“北四行”之一，并组成四行储蓄会。上海、汉口亦增设分行，建造大楼。
1920年，王郅隆因政治上失败逃往日本避难，又在关东大地震中丧生。1935年，周作民担任金城银行总董。1936年1月，将金城银行总行迁至上海江西路200号。1936年，金城银行存款额超过上海商业储蓄银行，居中国私营银行首位 。1941年太平洋战争爆发，周作民在香港被日军拘押，次年押回上海释放。战后，周作民在上海由于政治原因一度遭软禁，辭去金城銀行董事長职务。1948年10月8日蒋经国在上海推行金圆券币制改革时，周作民出走香港。
1951年，周作民从香港到北京，任“北五行”公私合營總管理處董事长，1952年12月，出任公私合营银行联合董事会副董事长。周作民平安地度过了三反、五反运动，1955年3月8日在上海病逝。

## 故居
周作民的北京故居位于西城区绒线胡同，原为勋贝子府，1924年以5000元价格购买。1959年改办四川饭店。

## 延伸阅读
[在维基数据编辑]
 《海上名人傳·周作民》，出自《海上名人傳》
 在维基共享资源阅览影像